# Cheltenham
Cheltenham is een stad in Engeland en tevens het district waarin de stad ligt, in het shire-graafschap (non-metropolitan county OF county) Gloucestershire. Het district telt 117.000 inwoners. De oppervlakte bedraagt 47 km².
Van de bevolking is 17,4% ouder dan 65 jaar. De werkloosheid bedraagt 2,6% van de beroepsbevolking (cijfers volkstelling 2001).
Cheltenham ligt op de rand van de Cotswolds en heeft een imago van voornaamheid en weelde. De rivier Chelt loopt door de stad - voornamelijk ondergronds - en veroorzaakt regelmatig overstromingen.
Een van de belangrijkste Britse steeplechase paardenrennen, de Cheltenham Gold Cup, is het hoofdevenement van het Cheltenham Festival dat elk jaar in maart plaatsvindt. In de stad worden ook diverse culturele festivals gehouden, waaronder een jaarlijks literatuurfestival.
Sinds begin jaren vijftig bevindt zich in Cheltenham het hoofdkwartier van de Britse afluisterdienst GCHQ, die sinds 2013 als gevolg van de Snowden-onthullingen wereldwijd in de media kwam.
In Cheltenham bevindt zich ook het gratis toegankelijke museum The Wilson, voorheen Cheltenham Art Gallery and Museum.

## Civil parishesin district Cheltenham
Charlton Kings, Leckhampton, Prestbury, Swindon, Up Hatherley.

## Partnersteden
- Annecy (Frankrijk)
- Sotsji (Rusland)
- Cheltenham (Verenigde Staten)
- Göttingen (Duitsland)
- Weihai (China)

## Bekende inwoners van Cheltenham

### Geboren
- Edward Inglefield (1820-1894), marineofficier en poolreiziger
- Gustav Holst (1874-1934), componist van Zweedse afkomst
- Arthur Harris (1892-1984), maarschalk
- Ralph Richardson (1902-1983), acteur
- Robert Hardy (1925-2017), acteur
- Martin Jarvis (1941), (stem)acteur
- Brian Jones (1942-1969), gitarist, mede-oprichter van de Rolling Stones
- Eddie 'the Eagle' Edwards (1963), olympisch schansspringer
- Dan Robinson (1975), marathonloper
- FKA twigs (1988), zangeres
- Eric Dier (1994), voetballer

## Galerij

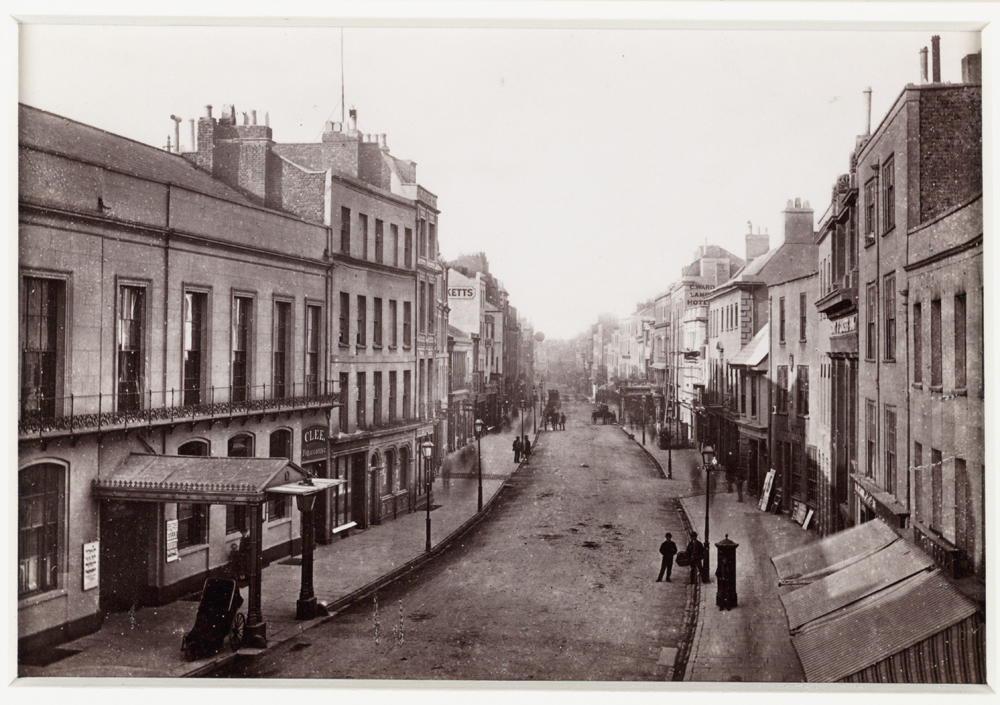
Cheltenham, High Street, 1880
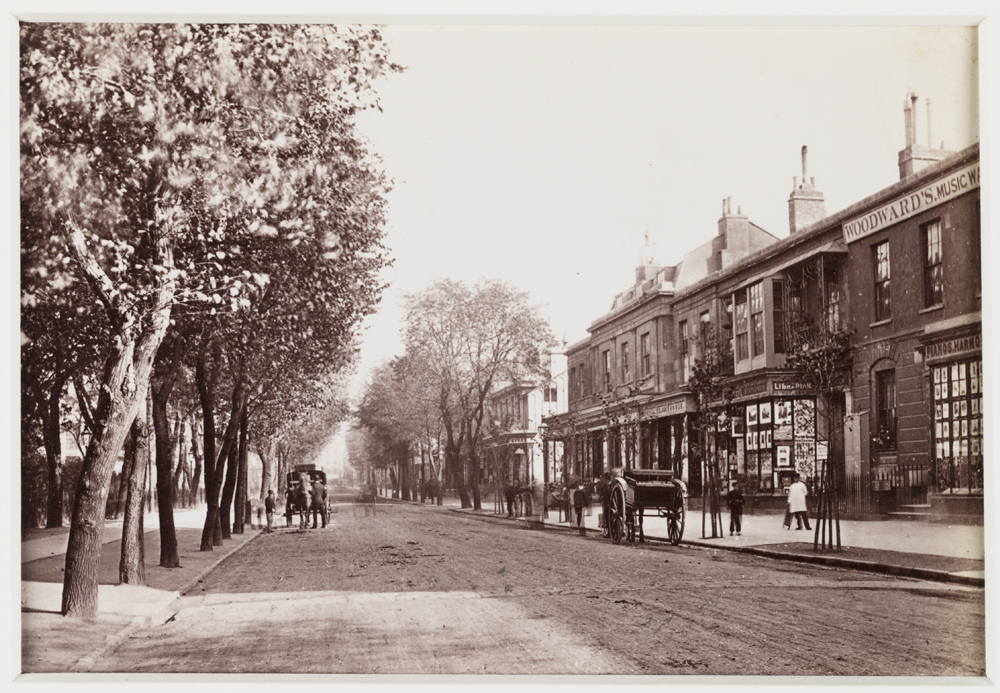
Cheltenham, Promenade Drive, 1880